# Xã Walnut, Quận Crawford, Kansas
Xã Walnut (tiếng Anh: Walnut Township) là một xã thuộc quận Crawford, tiểu bang Kansas, Hoa Kỳ. Năm 2010, dân số của xã này là 577 người.